# Dwerggoffer
De dwerggoffer (Megascapheus umbrinus)  is een zoogdier uit de familie van de goffers (Geomyidae). De wetenschappelijke naam van de soort werd voor het eerst geldig gepubliceerd door Richardson in 1829.

## Voorkomen
De soort komt voor in Mexico en de Verenigde Staten.